# OLヴィジュアル系
『OLヴィジュアル系』（オーエルヴィジュアルけい）は、かなつ久美によるレディース漫画作品。
テレビ朝日系でテレビドラマ化された。

## 概要
主婦と生活社の雑誌『週刊女性』にて連載された。全20巻。
2015年、本作から15年後を描いた『OL魂ヴィジュアル系』、2022年、アラフィフになった主人公達を描いた『OLヴィジュアル系外伝　アラフィフヴィジュアル系』が連載された。
ドラマでは、スッピン（ノーメイク）の顔として、一重で地味でブスな顔を奇抜な特殊メイクによって作っていた。

## あらすじ
広告代理店に勤めるOL・桜田門真恵は社内では美人と評判だが、素顔は地味でブスなメイク美人。その理由は全て、憧れの関口隆太郎に振り向いてもらう為であった。しかし、彼女の前に営業成績優秀な美人OL・目黒川さゆりと仕事一筋の先輩OL・堀切美江子が現れる。そんな彼女達が周囲を巻き込んで大騒動を巻き起こす。

## 主な登場人物
桜田門真恵（さくらだもん まえ）
本作の主人公。アパレルメーカー『ヴィジュアル広告』で営業庶務を勤めるOL。26歳。社内では美人と評判だが、実は自慢のメイク技術によって、地味でブスな素顔を隠している。更に脂肪吸引や豊胸手術の為に整形外科に通う等、給料の殆どを美容に費やして極貧生活を送っている。これは、全て憧れの関口に振り向いてもらう為である。しかし、仕事ではミスが多く、いつも関口に叱られてばかりいる。
目黒川さゆり（めぐろがわ ‐）
桜田門の後輩OL。23歳。1976年3月2日生まれ、血液型：AB型。身長：162cm。美人でスタイル抜群だが、性格は捻れている。軽薄な印象とは裏腹に営業成績は全社第2位を誇る努力家。実は全身整形をしており、整形前の顔は、ブスでデブで「カバに踏まれた天童よしみ」だった。
桜田門の秘密を知り、彼女から敵対視されていたが、自身の秘密を桜田門に知られた事を機に意気投合する。
堀切実江子（ほりきり みえこ）
桜田門と目黒川の先輩OL。27歳。当初、仕事一筋で社内での存在感が薄かったが、桜田門や目黒川との関わりで美しくなる事に目覚め、それ以来彼女達と行動を共にしている。
尚、素顔は桜田門と瓜二つである。フェミナルシストな生き方を提唱し、総合職に転属した。
中山（なかやま）
桜田門の同僚にして親友だが、彼女の秘密は知らない。26歳。素顔が自然で綺麗な清純派。社内でも男性からモテているが、実は不細工な男性が好みだった。後に、キング・オブ・マニアと結婚。
ドラマ版では、千景（ちかげ）という下の名前が付けられている。
関口隆太郎（せきぐち りゅうたろう）
桜田門の先輩で、彼女が想いを寄せる男性。28歳。有能な営業社員で正真正銘の美形。冷静沈着で責任感が強く真面目な性格。桜田門をいつも叱っているが、時折優しい面を見せる。
当初、桜田門には見向きもしなかったが、次第に彼女の懸命さと一途な想いに惹かれ、後に両思いとなる。
坂本和輝（さかもと かずき）
入社以来、桜田門に一途な恋心を寄せる青年。25歳。純粋で心優しい性格だが、彼女を愛するあまりストーカーの様に纏わり付く事もある。桜田門が関口の事を好きである事を知りつつも、その想いは変わらなかったが、2人が恋仲になってからは、身を引いた。
卓球が上手。
キング・オブ・マニア ※ドラマ版は「徳大寺政宗」
驚異的な情報収集能力を買われて、資料室に左遷された男性社員。アフロヘアと眼鏡が特徴。女性社員のデータから男性社員や重役幹部の弱みまで、あらゆる情報を握っている。マニアックなネットワークを持つが、それらを仕事に生かす程の技量は無い模様。
部長（本名不明） ※ドラマ版は「久留米留久」
社長の弟の妻の従兄弟にあたる営業部長。自身の立場を利用して、OLにセクハラ三昧という、所謂スケベ親父。
かつては桜田門や目黒川に手を出していたが、後に彼女達からキツイ制裁を受ける破目になり、以後は少し大人しくなったが、スケベな性分は直らなかった。
美修院多香子（びしゅういん たかこ）
旧姓：茗荷谷（みょうがたに）。桜田門とは高校時代のクラスメート。高校時代は桜田門同様、地味でブスだった。
社会人になってから美修院と知り合い、彼に振り向いてもらうために「全面改装（目黒川談）」した。同窓会で桜田門と再会し、会場内の化粧室で整形後の現実をこぼした。
同窓会からしばらくして、桜田門に夫へ整形手術の事を打ち明けようかと相談するが、反対された。だが罪悪感に苛まれ、ついに整形を告白。夫に「出て行け！」と言われ、行く当ても無く桜田門の元を再訪。
桜田門たちと共に、婚家に戻るが姑に整形の事実がバレてしまい、離婚するよう迫られるが結局夫が実家を出て復縁。無事、出産するが子供の顔は茗荷谷家の血を受け継いだ。だが、姑が孫にメロメロで、その後は幸せに暮らしている様子。

## テレビドラマ
テレビ朝日系で放送された。主演は鈴木紗理奈。
第1シリーズは、2000年7月8日から9月23日まで毎週土曜日22:58 - 23:54に、「土曜ナイトドラマ」枠で放送。
第2シリーズは、2001年4月13日から6月22日まで毎週金曜日23:09 - 翌0:04に、「金曜ナイトドラマ」枠で放送。
スペシャルが2001年1月1日と2001年10月5日に放送された。

### キャスト
片シーズンのみの場合は () で表記
- 桜田門真恵 - 鈴木紗理奈
- 目黒川さゆり - 上原さくら
- 堀切美江子 - 遠山景織子
- 関口隆太郎 - 原田龍二
- 中山千景→徳大寺千景 - 畑野浩子
- 久留米留久 - 升毅
- 徳大寺政宗 - 大竹一樹

第1シリーズ
- 坂本和輝 - 松尾光次 (1)

第2シリーズ
- 花水木麗華 - 宝生舞 (2)
- 一ノ宮華都比呼 - オダギリジョー (2)
- ナナ - 加藤明日美 (2)
- レナ - 須之内美帆子 (2)

### スタッフ
- 第1シリーズ
  - 脚本 - 輿水泰弘、吉田玲子、高橋ナツコ
  - 音楽 - 大島ミチル
  - 演出 - 高丸雅隆、伊藤寿浩、秋山純 (テレビ朝日)、今関あきよし、田村直己
  - 挿入歌 - DOGGY BAG「Ready Lady」（ポリドール）
  - 選曲 - 遠藤浩二
  - プロデューサー - 五十嵐文郎、秋山純、高橋勝
  - 制作 - テレビ朝日、CUC
- スペシャル
  - 脚本 - 吉田玲子、高橋ナツコ
  - 音楽 - 大島ミチル
  - 演出 - 高丸雅隆
  - 企画 - 五十嵐文郎、高橋勝
  - 選曲 - 遠藤浩二
  - プロデューサー - 秋山純、横地郁英、明石直弓
  - 制作 - テレビ朝日、CUC
- 第2シリーズ
  - 脚本 - 高橋ナツコ、関えり香、田嶋久子、吉田玲子
  - 音楽 - 大島ミチル
  - 演出 - 高丸雅隆、秋山純、田村直己、横地郁英
  - 主題歌 - 安西ひろこ「Necessary」（avex trax）
  - 選曲 - 石井和之
  - プロデューサー - 横地郁英、高橋勝、明石直弓
  - 制作 - テレビ朝日、CUC
- スペシャル（完結編）
  - 脚本 - 高橋ナツコ、田嶋久子
  - 音楽 - 大島ミチル
  - 演出 - 秋山純
  - 選曲 - 石井和之
  - プロデューサー - 秋山純、横地郁英、高橋勝
  - 制作 - テレビ朝日、CUC

### 放送日程

#### 第1シリーズ
| 話数                                                      | 放送日        | サブタイトル             | 脚本              | 演出         |
| --------------------------------------------------------- | ------------- | ------------------------ | ----------------- | ------------ |
| Visual Battle1                                            | 2000年7月08日 | 超メーク美人VS整形美人!? | 輿水泰弘 吉田玲子 | 高丸雅隆     |
| Visual Battle2                                            | 2000年7月15日 | 超巨乳娘VS豊胸手術娘!?   | 高橋ナツコ        | 高丸雅隆     |
| Visual Battle3                                            | 2000年7月29日 | O脚矯正娘VS艶姿変身娘    | 吉田玲子          | 伊藤寿浩     |
| Visual Battle4                                            | 2000年8月05日 | 花嫁衣装娘VS初夜大事娘   | 高橋ナツコ        | 今関あきよし |
| Visual Battle5                                            | 2000年8月12日 | 勝負よ!混浴温泉          | 吉田玲子          | 秋山純       |
| Visual Battle6                                            | 2000年8月19日 | ゴージャス!!叶美香登場   | 吉田玲子          | 秋山純       |
| Visual Battle7                                            | 2000年8月26日 | さよなら…最後の厚化粧    |                   | 高丸雅隆     |
| Visual Battle8                                            | 2000年9月02日 | 寿退社!?バトルIN大阪     | 吉田玲子          | 田村直己     |
| Visual Battle9                                            | 2000年9月09日 | 好き…ついに顔面整形!?    | 高橋ナツコ        | 秋山純       |
| Visual Battle10                                           | 2000年9月23日 | 今夜あなたに全てを見せる | 吉田玲子          | 高丸雅隆     |
| 平均視聴率 8.5%（視聴率は関東地区・ビデオリサーチ社調べ） |               |                          |                   |              |

#### スペシャル
| 放送日       | サブタイトル   | 脚本                | 演出     |
| ------------ | -------------- | ------------------- | -------- |
| 2001年1月1日 | ソウル大作戦!? | 吉田玲子 高橋ナツコ | 高丸雅隆 |

#### 第2シリーズ
| 話数                                                       | 放送日        | サブタイトル               | 脚本                | 演出     | 視聴率 |
| ---------------------------------------------------------- | ------------- | -------------------------- | ------------------- | -------- | ------ |
| Visual Battle1                                             | 2001年4月13日 | メーク美人…デブで復活!?    | 高橋ナツコ 関えり香 | 高丸雅隆 | 12.6%  |
| Visual Battle2                                             | 2001年4月20日 | 奇跡のダイエット…涙の告白  | 高橋ナツコ          | 秋山純   | 12.7%  |
| Visual Battle3                                             | 2001年4月27日 | お見合い結婚!?別れの舞踏会 | 関えり香            | 高丸雅隆 | 09.1%  |
| Visual Battle4                                             | 2001年5月04日 | 関口のウソ…渡せぬコロッケ  | 高橋ナツコ 田嶋久子 | 秋山純   | 10.6%  |
| Visual Battle5                                             | 2001年5月11日 | 叶美香登場!!家政婦はブス!? | 高橋ナツコ          | 田村直己 | 10.5%  |
| Visual Battle6                                             | 2001年5月18日 | 戻った記憶…大好きな桜田門  | 高橋ナツコ 田嶋久子 | 高丸雅隆 | 08.5%  |
| Visual Battle7                                             | 2001年5月25日 | 妊娠…プロレス乱入で祝福!?  | 高橋ナツコ          | 秋山純   | 11.3%  |
| Visual Battle8                                             | 2001年6月01日 | 12時のキス…復活の温泉旅行  | 高橋ナツコ          | 田村直己 | 08.7%  |
| Visual Battle9                                             | 2001年6月08日 | 関口NYへ…最後の夜の事件    | 吉田玲子            | 横地郁英 | 09.2%  |
| Visual Battle10                                            | 2001年6月15日 | さよならメーク美人電撃結婚 | 吉田玲子            | 秋山純   | 08.3%  |
| Last Battle                                                | 2001年6月22日 | 最終回メーク美人よ永遠に   | 高橋ナツコ          | 高丸雅隆 | 11.8%  |
| 平均視聴率 10.3%（視聴率は関東地区・ビデオリサーチ社調べ） |               |                            |                     |          |        |

#### スペシャル（完結編）
| 放送日        | サブタイトル                                              | 脚本                | 演出   |
| ------------- | --------------------------------------------------------- | ------------------- | ------ |
| 2001年10月5日 | 最強デブ&驚異の紗理奈1人5役 メーク美人VS整形美人 恋の結末 | 高橋ナツコ 田嶋久子 | 秋山純 |

| テレビ朝日系 土曜ナイトドラマ                              | テレビ朝日系 土曜ナイトドラマ                              | テレビ朝日系 土曜ナイトドラマ                         |
| 前番組                                                     | 番組名                                                     | 次番組                                                |
| ---------------------------------------------------------- | ---------------------------------------------------------- | ----------------------------------------------------- |
| 29歳の憂うつ パラダイスサーティー （2000.4.22 - 2000.7.1） | OLヴィジュアル系 （第1シリーズ） （2000.7.8 - 2000.9.23）  | ただいま満室 （2000.10.14 - 2000.12.16）              |
| テレビ朝日系 金曜ナイトドラマ                              |                                                            |                                                       |
| 愛は正義 （2001.1.12 - 2001.3.16）                         | OLヴィジュアル系 （第2シリーズ） （2001.4.13 - 2001.6.22） | 生きるための情熱としての殺人 （2001.7.6 - 2001.9.21） |